# چشمه گلک علیا
چشمه گلک علیا، روستایی از توابع بخش مرکزی شهرستان فریمان در استان خراسان رضوی ایران است.چشمه گلک علیا زیر مجموعه دهستان بالا بند است.با توجه به موقعیت جغرافیایی و وجود درختان کهنسال و آثار دیرینه سکونتگاهی احتمالا پیشینه طولانی برای آن متصوریم‌. باشندگان از طوایف قاینی هستند.

## جمعیت
این روستا در دهستان بالابند قرار دارد و براساس سرشماری مرکز آمار ایران در سال ۱۳۸۵، جمعیت آن ۱۳۸ نفر (۳۱خانوار) بوده‌است.